# Drepanulatrix foeminaria
Drepanulatrix foeminaria är en fjärilsart som beskrevs av Walker 1862. Drepanulatrix foeminaria ingår i släktet Drepanulatrix och familjen mätare. Inga underarter finns listade i Catalogue of Life.